# Eitel Federico II di Hohenzollern-Hechingen
Eitel Federico II di Hohenzollern-Hechingen, indicato anche col nome di Eitel Federico V di Hohenzollern (Hechingen, gennaio 1601 – Issenheim, 11 luglio 1661), è stato dal 1623 alla sua morte Principe di Hohenzollern-Hechingen.

## Biografia
Eitel Federico era il figlio primogenito del principe Giovanni Giorgio di Hohenzollern-Hechingen (1577-1623) e di sua moglie Francesca (m. 1619), figlia di Federico I di Salm-Neufville. Il principe venne educato presso le università di Vienna e Ingolstadt, con prevalenza nelle materie scientifiche come il padre.
Eitel Federico entrò col grado di colonnello nel collegio imperiale di Ratisbona nel 1653. Come cattolico e poi come generale imperiale, difese strenuamente il Castello di Hohenzollern che venne assediato durante la Guerra dei Trent'anni e parzialmente devastato.
Il principe venne ferito a České Budějovice e morì poco dopo. Gli succedette il fratello minore Filippo.

## Matrimonio e figli
Eitel Federico sposò il 19 marzo 1630 a Boutersem, Maria Elisabetta (1613–1671), figlia del conte Enrico di Berg ’s-Heerenberg e della margravia Erbin di Bergen op Zoom. Da questo matrimonio nacquero i seguenti eredi:
- Un figlio (*/† 1632)
- Francesca (1642–1698), margravia di Bergen op Zoom, sposò nel 1662 il conte Federico Maurizio de La Tour d'Auvergne (1642–1707)

## Ascendenza
|                                                        |                                        |                                    | Genitori                                   |  |  | Nonni |  |  | Bisnonni                      |  |  | Trisnonni                                  |  |
|                                                        |                                        |                                    |                                            |  |  |       |  |  | Karl I, conte di Hohenzollern |  |  | Eitel Friedrich III, conte di Hohenzollern |  |
|                                                        |                                        |                                    |                                            |  |  |       |  |  | Karl I, conte di Hohenzollern |  |  | Eitel Friedrich III, conte di Hohenzollern |  |
|                                                        |                                        | Johanna van Witthem                |                                            |  |  |       |  |  | Karl I, conte di Hohenzollern |  |  |                                            |  |
| Eitel Friedrich I, conte di Hohenzollern-Hechingen     |                                        |                                    |                                            |  |  |       |  |  | Karl I, conte di Hohenzollern |  |  |                                            |  |
|                                                        |                                        | Anna von Baden-Durlach             | Ernst, margravio di Baden-Durlach          |  |  |       |  |  |                               |  |  |                                            |  |
|                                                        |                                        | Anna von Baden-Durlach             | Ernst, margravio di Baden-Durlach          |  |  |       |  |  |                               |  |  |                                            |  |
|                                                        |                                        | Anna von Baden-Durlach             | Elisabeth von Brandenburg-Ansbach-Kulmbach |  |  |       |  |  |                               |  |  |                                            |  |
| Johann Georg, principe di Hohenzollern-Hechingen       |                                        | Anna von Baden-Durlach             |                                            |  |  |       |  |  |                               |  |  |                                            |  |
|                                                        |                                        | Froben Christoph, conte di Zimmern | Johannes Werner II, conte di Zimmern       |  |  |       |  |  |                               |  |  |                                            |  |
|                                                        |                                        | Froben Christoph, conte di Zimmern | Johannes Werner II, conte di Zimmern       |  |  |       |  |  |                               |  |  |                                            |  |
|                                                        |                                        | Froben Christoph, conte di Zimmern | Katharina Schenk von Erbach                |  |  |       |  |  |                               |  |  |                                            |  |
| Sibylle von Zimmern                                    |                                        | Froben Christoph, conte di Zimmern |                                            |  |  |       |  |  |                               |  |  |                                            |  |
|                                                        |                                        | Kunigunde von Eberstein            | Wilhelm, conte di Eberstein                |  |  |       |  |  |                               |  |  |                                            |  |
|                                                        |                                        | Kunigunde von Eberstein            | Wilhelm, conte di Eberstein                |  |  |       |  |  |                               |  |  |                                            |  |
|                                                        |                                        | Kunigunde von Eberstein            | Johanna von Hanau-Lichtenberg              |  |  |       |  |  |                               |  |  |                                            |  |
| Eitel Friedrich II, principe di Hohenzollern-Hechingen |                                        | Kunigunde von Eberstein            |                                            |  |  |       |  |  |                               |  |  |                                            |  |
|                                                        | Philipp Franz, conte di Salm-Neufville | Philipp, conte di Salm-Neufville   |                                            |  |  |       |  |  |                               |  |  |                                            |  |
|                                                        | Philipp Franz, conte di Salm-Neufville | Philipp, conte di Salm-Neufville   |                                            |  |  |       |  |  |                               |  |  |                                            |  |
|                                                        | Philipp Franz, conte di Salm-Neufville | Antoinette de Neufchâtel           |                                            |  |  |       |  |  |                               |  |  |                                            |  |
| Friedrich I, conte di Salm-Neufville                   | Philipp Franz, conte di Salm-Neufville |                                    |                                            |  |  |       |  |  |                               |  |  |                                            |  |
|                                                        |                                        | Maria Aegyptiaca von Oettingen     | Ludwig XV, conte di Oettingen              |  |  |       |  |  |                               |  |  |                                            |  |
|                                                        |                                        | Maria Aegyptiaca von Oettingen     | Ludwig XV, conte di Oettingen              |  |  |       |  |  |                               |  |  |                                            |  |
|                                                        |                                        | Maria Aegyptiaca von Oettingen     | Salome von Hohenzollern                    |  |  |       |  |  |                               |  |  |                                            |  |
| Franziska von Salm-Neufville                           |                                        | Maria Aegyptiaca von Oettingen     |                                            |  |  |       |  |  |                               |  |  |                                            |  |
|                                                        |                                        | Johann VI, conte di Salm           | Johann V, conte di Salm                    |  |  |       |  |  |                               |  |  |                                            |  |
|                                                        |                                        | Johann VI, conte di Salm           | Johann V, conte di Salm                    |  |  |       |  |  |                               |  |  |                                            |  |
|                                                        |                                        | Johann VI, conte di Salm           | Anne d'Haraucourt                          |  |  |       |  |  |                               |  |  |                                            |  |
| Franziska von Salm                                     |                                        | Johann VI, conte di Salm           |                                            |  |  |       |  |  |                               |  |  |                                            |  |
|                                                        |                                        | Louise de Stainville               | Louis de Stainville                        |  |  |       |  |  |                               |  |  |                                            |  |
|                                                        |                                        | Louise de Stainville               | Louis de Stainville                        |  |  |       |  |  |                               |  |  |                                            |  |
|                                                        |                                        | Louise de Stainville               | Odette Luillier de Manicamp                |  |  |       |  |  |                               |  |  |                                            |  |
|                                                        |                                        | Louise de Stainville               |                                            |  |  |       |  |  |                               |  |  |                                            |  |